# ZNF33A
ZNF33A‏ (Zinc finger protein 33A) هوَ بروتين يُشَفر بواسطة جين ZNF33A في الإنسان.